# Slovenske večernice
Slovenske večernice je knjižna zbirka, ki jo izdaja Mohorjeva družba že od leta 1860, skoraj neprekinjeno in najobičajneje enkrat na leto. Do leta 2007 je izšlo že 157 zvezkov. V knjižni zbirki so do leta 1930 izhajale povesti, črtice, novele, pesmi in drugi zapisi, potem pa le povesti in romane. Zbirka je do leta 1919 izhajala v Celovcu, med 1920 in 1927 na Prevaljah, od 1928 do 1941 v Celju, med vojno v Ljubljani, ter po vojni spet v Celju.